# Метт Воґел (плавець)
Метт Воґел (англ. Matt Vogel, 3 червня 1957) — американський плавець.
Олімпійський чемпіон 1976 року.